# Pedro (Polianski)
Pedro (em russo:  Пётр, nascido: Piotr Fedoroviche Polianski, em russo:  Пётр Фёдорович Поля́нский; 28 de junho (10 de julho, de acordo com o calendário gregoriano) de 1862, Vila de Storozhevoie, Uezd de Korotoiakski, Gubernia de Voroneje, Império Russo - 27 de setembro (10 de outubro) de 1937, Magnitogorsk, URSS) foi bispo da Igreja Ortodoxa Russa, metropolita de Krutitski. Lugar-tenente patriarcal de 1925 até o falso anúncio de sua morte (final de 1936 ).
Foi glorificado nos Novos Mártires e Confessores da Rússia pelo sínodo episcopal em 1997.